# Магноліїди
Магноліїди (magnoliids, не обов'язково починати з великої букви) — таксон невизначеного рангу та клада покритонасінних (Magnoliophyta), що використовується у системах APG (1998), APG II (2003), APG III (2009), APG IV (2016).
Ця група не належить ні до однодольних, ні до евдикотів, а створює третю велику кладу покритонасінних. Неформально вона належить до парафілетичної групи дводольних рослин. У застарілій системі Кронквіста рослини цієї групи належали до підкласу Magnoliidae, основної групи класу Magnoliopsida (дводольних рослин).
Ця група практично не має спільних морфологічних ознак, різноманітність її членів дуже велика, але молекулярні дані з впевненістю свідчать у підтримку клади.
До магноліїд належать такі відомі рослини як магнолія, мускатний горіх, лавр, коричник, авокадо, перець чорний, тюльпанне дерево

## Опис
Це переважно деревні рослини, рідше наземні або водні трави, іноді паразити. Судини у деяких форм відсутні. У паренхімних тканинах часто є секретерні клітини. Продихи, зазвичай, з двома побічними клітинами. Квітки, як правило, маточково-тичинкові, часто спіральні або спіроциклічні. Стиглий пилок — двоклітинний, рідше триклітинний. Оболонка пилкових зерен — одноборозниста, 3-6-борозниста, пориста або безапертурна. Гінецей здебільшого — апокарпний. Насінні зачатки — бітегмальні (з подвійним інтегументом), красинуцелятні або, рідко, тенуінуцелятні. Ендосперм — целлюлярний, рідше нуклеарний, гелобіальний. Насіння найчастіше з маленьким або дуже маленьким зародком і багатим ендоспермом, іноді також з периспермом.

## Класифікація
Перелік порядків і родин магноліїд (APG IV):
- порядок Canellales
родина Canellaceae
родина Winteraceae
порядок Laurales
родина Atherospermataceae
родина Calycanthaceae
родина Gomortegaceae
родина Hernandiaceae
родина Lauraceae
родина Monimiaceae
родина Siparunaceae
порядок Magnoliales
родина Annonaceae
родина Degeneriaceae
родина Eupomatiaceae
родина Himantandraceae
родина Magnoliaceae
родина Myristicaceae
порядок Piperales
родина Aristolochiaceae
родина Piperaceae
родина Saururaceae